# بيل لي (سياسي أمريكي)
بيل لي (بالإنجليزية: Bill Lee)‏ هو سياسي أمريكي، ولد في 15 ديسمبر 1925 في فورست بارك في الولايات المتحدة، وتوفي في 30 أكتوبر 2014. حزبياً، نشط في الحزب الديمقراطي. وقد انتخب عضو مجلس نواب جورجيا.